# Copa Mundial Junior de Hockey Femenino
La Copa Mundial Junior de Hockey Femenino es la máxima competición internacional de hockey para selecciones nacionales femeninas sub-21. Es organizada desde 1989 por la Federación Internacional de Hockey (FIH).
La selección de los Países Bajos es la máxima ganadora del torneo con cinco títulos. La siguen las selecciones de Argentina y Corea del Sur con dos títulos cada una y Alemania que lo ganó en una ocasión.

## Ediciones
| 1989          | Ottawa          | Alemania Occidental | 2:0            | Corea del Sur  | Unión Soviética | 4:3            | Países Bajos   |  |  |  |  |  |
| 1993          | Tarrasa         | Argentina           | 2:1            | Australia      | Alemania        | 2:2 (3:2)      | Corea del Sur  |  |  |  |  |  |
| 1997 Detalles | Seongnam        | Países Bajos        | 2:0            | Australia      | Argentina       | 3:1            | Alemania       |  |  |  |  |  |
| 2001 Detalles | Buenos Aires    | Corea del Sur       | 2:2 (4:3)      | Argentina      | Australia       | 2:0            | Países Bajos   |  |  |  |  |  |
| 2005 Detalles | Santiago        | Corea del Sur       | 1:0            | Alemania       | Países Bajos    | 2:1            | Australia      |  |  |  |  |  |
| 2009 Detalles | Boston          | Países Bajos        | 3:0            | Argentina      | Corea del Sur   | 2:1            | Inglaterra     |  |  |  |  |  |
| 2013 Detalles | Mönchengladbach | Países Bajos        | 1:1 (4:2)      | Argentina      | India           | 1:1 (3:2)      | Inglaterra     |  |  |  |  |  |
| 2016 Detalles | Santiago        | Argentina           | 4:2            | Países Bajos   | Australia       | 1:1 (3:1)      | España         |  |  |  |  |  |
| 2021 Detalles | Potchefstroom   | Países Bajos        | 3:1            | Alemania       | Inglaterra      | 2:2 (3:0)      | India          |  |  |  |  |  |
| 2023 Detalles | Santiago        | Países Bajos        | 2:2 (4:1)      | Argentina      | Bélgica         | 7:0            | Inglaterra     |  |  |  |  |  |
| 2025 Detalles | Santiago        | Por disputarse      | Por disputarse | Por disputarse | Por disputarse  | Por disputarse | Por disputarse |  |  |  |  |  |

## Medallero histórico
| Rank. | Equipo          | Oro | Plata | Bronce | Total |
| ----- | --------------- | --- | ----- | ------ | ----- |
| 1     | Países Bajos    | 5   | 1     | 1      | 7     |
| 2     | Argentina       | 2   | 4     | 1      | 7     |
| 3     | Corea del Sur   | 2   | 1     | 1      | 4     |
| 4     | Alemania        | 1   | 2     | 1      | 4     |
| 5     | Australia       | -   | 2     | 2      | 4     |
| 6     | Bélgica         | -   | -     | 1      | 1     |
| 6     | India           | -   | -     | 1      | 1     |
| 6     | Inglaterra      | -   | -     | 1      | 1     |
| 6     | Unión Soviética | -   | -     | 1      | 1     |